# Чинков Анатолій Федорович
Анато́лій Фе́дорович Чинко́в (19 жовтня 1921, Харків — 16 лютого 2006, Харків) — радянський військовий та прокурор. Учасник Німецько-радянської війни, був тричі поранений. Відзначився під час форсування Західної Двіни, за що отримав звання героя Радянського Союзу. Після відставки працював в прокуратурі, зокрема обіймав посаду помічника прокурора Харківської області у справах неповнолітніх.

## Життєпис

Могила Анатолія Чинкова на Другому міському кладовищі Харкова

Меморіальна дошка Анатолію Чинкову у Харкові

Народився 19 жовтня 1921 року в Харкові в робітничій родині, матір звали Ганна Федорівна. Родина мешкала у приватному будинку в частині міста під назвою Холодна гора. За різними відомостями росіянин або українець. Після здобуття середньої освіти у школі № 60 працював слюсарем-лекальником на мотороремонтному та велосипедному заводах. 1939 року вступив до комсомолу. У грудні 1940 року призваний до лав Червоної армії. Закінчив полкову школу при піхотній частині.
З липня 1941 року потрапив на фронт. Воював під Великими Луками та Вітебськом, де був поранений 12 жовтня. Лікувався в Уфимському військовому шпиталі, потім навчався на курсах молодших лейтенантів. Після завершення курсів потрапив до 132-ї окремої стрілецької бригади, де очолив взвод 50-мм мінометів. Під час боїв у липні 1942 року написав заяву на вступ до комуністичної партії, пояснював це бажанням «боротися комуністом за Батьківщину, за радянський народ, за нашу велику країну». Членом ВКП (б) став наступного року. Наприкінці серпня 1942 року був вдруге поранений під Ржевом. Через два місяці лікування переведений до складу 179-ї стрілецької дивізії. Служив у 234-му стрілецькому полку, де в різний час був командиром мінометного взводу, заступником командира та командиром стрілецької роти, командиром роти окремого лижного батальйону.
Під час боїв поблизу села Івошино Пречистенського району Смоленської області 13 серпня 1943 року, рота під командуванням капітана Чинкова прорвала оборону ворога та увірвалася у першу та другу траншеї, де вступила в рукопашний бій. Було знищено кілька десятків ворожих солдатів і четверо взято в полон. Хоча Анатолій Чинков був поранений, він продовжив бій і провів атаку на ворожий бліндаж, де особисто вбив офіцера. За виявлену доблесть та мужність Чинкова нагородили орденом Червоного Прапора.
24 червня 1944 року, під час Вітебсько-Оршанської операції рота під командуванням Анатолія Чинкова першою з полку форсувала на плотах і човнах Західну Двіну поблизу села В’яжище Бешенковицького району Вітебської області. Ворог був захоплений зненацька і відкрив вогонь лише після того, як червоноармійці висадилися на інший берег. Подолавши опір німців, підлеглі Чинкова продовжили просування на південь і встановили контроль над селом Задоріжжя, через яке проходило шосе Вітебськ—Лепель. Таким чином червоноармійці встановили контроль над ділянкою важливої дороги й перекрили шлях відступу для Вітебського угруповання німецької армії. До підходу основних сил полку, солдати під командуванням Анатолія Чинкова утримували плацдарм і успішно відбивали контратаки супротивника. Всього за бій було знищено близько двохсот німецьких військових, а 66 потрапили в полон. Також було захоплено кілька гармат, кулеметів та мінометів. За цей подвиг Анатолія Чинкова, а також його підлеглих: Василя Аверченка, Івана Іщенка та Миколи Романюка відзначили званням Героя СРСР із врученням ордена Леніна та медалі «Золота Зірка». Далі Анатолій Чинков воював у Прибалтиці та Східній Пруссії. У грудні 1944 року отримав короткострокову відпустку та відвідав родину в Харкові. Того ж місяця його послали на курси, після закінчення яких у травні 1945 року він очолив роту курсантів Харківського піхотного училища.
Потім його призначили помічником командира окремої навчальної роти 17-ї стрілецької бригади. Навчався на Курсах удосконалення офіцерського складу. У 1947 році очолив другу частину Жовтневого районного військового комісаріату Харкова, а 1956 року його перевели на аналогічну посаду в Московському райвійськкоматі. Паралельно навчався у школі робітничої молоді, а потім — на вечірньому відділенні Харківського юридичного інституту, який закінчив у 1958 році. 1964 року вийшов у відставку у званні підполковника. Працював у прокуратурі на посадах помічника прокурора Ленінського району та помічника прокурора Харківської області у справах неповнолітніх. Пізніше перейшов до Харківського обласного управління постачання та збуту Головснабу УРСР, де очолював відділ обладнання і був заступником секретаря партійної організації підприємства. Також очолював відділ в «Укргіпелектро». За часів незалежності отримав звання полковника та орден Богдана Хмельницького III ступеня. Брав активну участь у роботі ветеранської організації Червонозаводського району Харкова, його часто запрошували до шкіл, закладів вищої освіти та музею прокуратури Харківської області.
Анатолій Чинков помер 16 лютого 2006 року, похований на Другому міському кладовищі Харкова. Перед смертю був останнім із живих героїв СРСР серед випускників Національного юридичного університету імені Ярослава Мудрого і серед працівників Прокуратури України.

## Пам'ять
На фасаді так званого «Будинку зі шпилем», за адресою Майдан Конституції 2/2, де мешкав Анатолій Чинков, була встановлена меморіальна дошка.
Генерал Опанас Бєлобородов, описуючи обставини форсування Західної Двіни, писав, що Анатолій Чинков це «людина безоглядної хоробрості, дивовижної винахідливості та витримки».
Журналіст Олексій Яхно згадав Чинкова у вірші про харківських прокурорів-фронтовиків «Таких, як він, була лиш жменька…».

## Нагороди
Анатолія Чинкова нагородили чотирма орденами та медалями, зокрема:
- Герой Радянського Союзу (22.07.1944)
- орден Леніна (22.07.1944)
- орден Червоного Прапора (12.09.1943)[5]
- орден Вітчизняної війни I ступеня
- орден Богдана Хмельницького III ступеня[15]
- медаль «Золота Зірка» (22.07.1944)
- медаль «За перемогу над Німеччиною у Великій Вітчизняній війні 1941—1945 рр.» (09.05.1945)[20]
- медаль «За бойові заслуги» (13.06.1952)[21]

### Коментар
1. ↑  Іван Каліберда помер пізніше, але він працював у військовій прокуратурі.